# Fotboll vid internationella öspelen
Fotboll vid internationella öspelen har varit ett återkommande evenemang sedan 1989. En turnering för damlandslagen inrättades först 2001. Turneringens utformning har varierat från år till år. I den första upplagan deltog fem öar, Anglesey (Wales, Storbritannien), Färöarna, Grönland (båda Danmark), Shetlandsöarna (Skottland, Storbritannien), Åland (Finland), där alla möte alla. 1991 deltog åtta lag, vilka delades upp två grupper som sedan ledde till final- respektive placeringsspel. Bermuda är den enda ö som vunnit både herr- och damtävlingen samma år, vilket skedde 2013 då Bermuda var värd för spelen.

## Herrar

### Slutställning
| År   | Värdnation     | Final          | Final            | Final       | Match om tredjepris | Match om tredjepris | Match om tredjepris |
| År   | Värdnation     | Vinnare        | Resultat         | Tvåa        | Trea                | Resultat            | Fyra                |
| ---- | -------------- | -------------- | ---------------- | ----------- | ------------------- | ------------------- | ------------------- |
| 1989 | Färöarna       | Färöarna       | Gruppspel        | Anglesey    | Åland               | Gruppspel           | Grönland            |
| 1991 | Åland          | Färöarna       | 2 – 0            | Anglesey    | Jersey              | 2 – 0               | Åland               |
| 1993 | Isle of Wight  | Jersey         | 5 – 1            | Isle of Man | Åland               | 2 – 1               | Grönland            |
| 1995 | Gibraltar      | Isle of Wight  | 1 – 0            | Gibraltar   | Jersey              | 6 – 3               | Grönland            |
| 1997 | Jersey         | Jersey         | 1 – 0            | Anglesey    | Isle of Wight       | 3 – 1               | Guernsey            |
| 1999 | Gotland        | Anglesey       | 1 – 0            | Isle of Man | Isle of Wight       | 2 – 0               | Jersey              |
| 2001 | Isle of Man    | Guernsey       | 000 0 – 0 (str.) | Anglesey    | Jersey              | 2 – 0               | Isle of Wight       |
| 2003 | Åland          | Guernsey       | 2 – 0            | Isle of Man | Jersey              | 3 – 0               | Isle of Wight       |
| 2005 | Shetlandsöarna | Shetlandsöarna | 2 – 0            | Guernsey    | Yttre Hebriderna    | 4 – 0               | Isle of Man         |
| 2007 | Rhodos         | Gibraltar      | 4 – 0            | Rhodos      | Yttre Hebriderna    | 1 – 0               | Bermuda U23         |
| 2009 | Åland          | Jersey         | 2 – 1            | Åland       | Guernsey            | 5 – 0               | Isle of Man         |
| 2011 | Isle of Wight  | Isle of Wight  | 4 – 2            | Guernsey    | Jersey              | 5 – 1               | Åland               |
| 2013 | Bermuda        | Bermuda        | 1 – 0            | Grönland    | Falklandsöarna      | 6 – 0               | Frøya               |
| 2015 | Jersey         | Guernsey       | 3 – 0            | Isle of Man | Menorca             | 1 – 0               | Shetlandsöarna      |
| 2017 | Gotland        | Isle of Man    | 6 – 0            | Grönland    | Guernsey            | 1 – 0               | Menorca             |
| 2023 | Guernsey       | Jersey         | 5 – 2            | Anglesey    | Isle of Wight       | 2 – 1               | Bermuda U23         |
| 2025 |                |                | –                |             |                     | –                   |                     |

### Medaljtabell
| Rank | Ö                | Guld                       | Silver                           | Brons                            |
| ---- | ---------------- | -------------------------- | -------------------------------- | -------------------------------- |
| 1    | Jersey           | 4 (1993, 1997, 2009, 2023) |                                  | 5 (1991, 1995, 2001, 2003, 2011) |
| 2    | Guernsey         | 3 (2001, 2003, 2015)       | 2 (2005, 2011)                   | 2 (2009, 2017)                   |
| 3    | Isle of Wight    | 2 (1995, 2011)             |                                  | 3 (1997, 1999, 2023)             |
| 4    | Färöarna         | 2 (1989, 1991)             |                                  |                                  |
| 5    | Anglesey         | 1 (1999)                   | 5 (1989, 1991, 1997, 2001, 2023) |                                  |
| 5    | Isle of Man      | 1 (2017)                   | 4 (1993, 1999, 2003, 2015)       |                                  |
| 7    | Gibraltar        | 1 (2007)                   | 1 (1995)                         |                                  |
| 8    | Shetlandsöarna   | 1 (2005)                   |                                  |                                  |
| 8    | Bermuda          | 1 (2013)                   |                                  |                                  |
| 10   | Grönland         |                            | 2 (2013, 2017)                   |                                  |
| 11   | Åland            |                            | 1 (2009)                         | 2 (1989, 1993)                   |
| 12   | Rhodos           |                            | 1 (2007)                         |                                  |
| 13   | Yttre Hebriderna |                            |                                  | 2 (2005, 2007)                   |
| 14   | Falklandsöarna   |                            |                                  | 1 (2013)                         |
| 14   | Menorca          |                            |                                  | 1 (2015)                         |

## Damer

### Slutställning
| År   | Värdnation     | Final    | Final           | Final                | Match om tredjepris | Match om tredjepris | Match om tredjepris |
| År   | Värdnation     | Vinnare  | Resultat        | Tvåa                 | Trea                | Resultat            | Fyra                |
| ---- | -------------- | -------- | --------------- | -------------------- | ------------------- | ------------------- | ------------------- |
| 2001 | Isle of Man    | Färöarna | 5 – 4           | Åland                | Jersey              | 3 – 2               | Isle of Man         |
| 2003 | Jersey         | Färöarna | 5 – 2           | Gotland              | Jersey              | 3 – 2               | Guernsey            |
| 2005 | Shetlandsöarna | Färöarna | Gruppspel       | Åland                | Bermuda             | Gruppspel           | Isle of Man         |
| 2007 | Rhodos         | Åland    | 3 – 0           | Prince Edward Island | Bermuda             | 0000 – 0 (str.)     | Isle of Man         |
| 2009 | Åland          | Åland    | 2 – 0           | Gotland              | Isle of Man         | 3 – 1               | Isle of Wight       |
| 2011 | Isle of Wight  | Åland    | 5 – 1           | Isle of Man          | Grönland            | 1 – 0               | Yttre Hebriderna    |
| 2013 | Bermuda        | Bermuda  | 0000 – 0 (str.) | Grönland             | Hitra               | [ a ]               |                     |
| 2015 | Jersey         | Jersey   | 1 – 0           | Åland                | Gotland             | 2 – 0               | Isle of Man         |
| 2017 | Gotland        | Gotland  | 2 – 1           | Isle of Man          | Jersey              | 3 – 1               | Isle of Wight       |
| 2023 | Guernsey       | Bermuda  | 4 – 0           | Yttre Hebriderna     | Isle of Man         | 3 – 1               | Menorca             |
| 2025 |                |          | –               |                      |                     | –                   |                     |

### Medaljtabell
| Rank | Ö                    | Guld                 | Silver               | Brons                |
| ---- | -------------------- | -------------------- | -------------------- | -------------------- |
| 1    | Åland                | 3 (2007, 2009, 2011) | 3 (2001, 2005, 2015) |                      |
| 2    | Färöarna             | 3 (2001, 2003, 2005) |                      |                      |
| 3    | Bermuda              | 2 (2013, 2023)       |                      | 2 (2005, 2007)       |
| 4    | Gotland              | 1 (2017)             | 2 (2003, 2009)       | 1 (2015)             |
| 5    | Jersey               | 1 (2015)             |                      | 3 (2001, 2003, 2017) |
| 6    | Isle of Man          |                      | 2 (2011, 2017)       | 2 (2009, 2023)       |
| 7    | Grönland             |                      | 1 (2013)             | 1 (2011)             |
| 8    | Prince Edward Island |                      | 1 (2007)             |                      |
| 8    | Yttre Hebriderna     |                      | 1 (2023)             |                      |
| 10   | Hitra                |                      |                      | 1 (2013)             |

## Anmärkningslista
1. ↑  Endast tre lag deltog.